# Spoorlijn Vechta - Cloppenburg
De spoorlijn Vechta - Cloppenburg was een spoorlijn tussen Vechta en Cloppenburg in de Duitse deelstaat Nedersaksen.

## Geschiedenis
Het traject werd door het Bahnverband Vechta-Cloppenburg in twee gedeeltes geopend, van Vechta naar Schwichteler op 8 mei 1914 en van Schwichteler naar Cloppenburg op 6 juni 1914. Bij de aanleg van Bundesautobahn 1 in 1965 werd de lijn gesloten: het was niet rendabel een brug over de snelweg te bouwen.